# Dewi Bebb
Dewi Iorwerth Ellis Bebb, nació el 7 de agosto de 1938 en Bangor, Gales y murió el 14 de marzo de 1996 en Pontypridd, fue un jugador de rugby que ha jugado con la selección de su país, jugando como centro.

## Carrera
Jugó su primer partido el 17 de enero de 1959, contra la Inglaterra, y su último partido contra el mismo equipo el 15 de abril de 1967. Jugó ocho partidos con los British and Irish Lions en 1962 y 1966. Comienza en 1958 con el Swansea RFC contra Llanelli RFC. Continua con Swansea durante toda su carrera de 1958 a 1967, jugando 221 partidos e inscribe 258 puntos (85 ensayos y un drop). Es el capitán del clube gales para las épocas 1963-1964 y 1964-1965.
Dewi Webb ejército en primer la professión de profesor, más tarde, se vuelve un reportera a la radio y por la prensa escrita. Su hijo, Sion Bebb, es un golfista professional desde 1986, y en noviembre de 2006, obtiene una carta para evoluar en el European PGA Golf Tour, para la época 2007.

## Palmarés
- Ganador de los Torneos de las cinco Naciones en 1964, 1965, 1966.

## Estadísticas en equipo nacional
- 34 selecciones en equipo nacional.
- 33 puntos (11 ensayos).
- Selecciones por años: 4 en 1959, 5 en 1960, 4 en 1961, 4 en 1962, 3 en 1963, 4 en 1964, 4 en 1965, 2 en 1966, 4 en 1967.
- Torneo de las cinco naciones jugados: 1959, 1960, 1961, 1962, 1963, 1964, 1965, 1966, 1967.